# Obvyklí podezřelí
Obvyklí podezřelí (v anglickém originále The Usual Suspects) je americký kriminální thriller z roku 1995 natočený režisérem Bryanem Singerem. V té době začínající režisér způsobil filmem Obvyklí podezřelí malou revoluci v žánru krimi.

## Ocenění
Film byl v roce 1996 nominován na Oscara ve dvou kategoriích Nejlepší scénář a Nejlepší mužský herecký výkon ve vedlejší roli (Kevin Spacey), obě tyto nominace dokázal proměnit ve zlaté sošky.
Další ocenění, která film získal, byla na Independent Spirit Award, a to v kategorii Nejlepší scénář a Nejlepší herec ve vedlejší roli (tentokrát ocenění získal Benicio del Toro). Nominaci, kterou film neproměnil, byla nominace v kategorii Nejlepší kamera.
V Británii byl film nominován na cenu BAFTA v kategorii Nejlepší střih, Nejlepší scénář a Nejlepší film. Proměnil dvě ze tří nominací – Nejlepší střih a Nejlepší scénář.
Dále byl film nominován na cenu Glóbus za Nejlepší herecký výkon ve vedlejší roli (Kevin Spacey).
„Neakademickým“ oceněním pro film bylo v roce 2008 vyhlášení Amerických filmovým institutem za 10. nejlepší mysteriózní film tamější kinematografie.

## Zajímavosti

### Scénář
Bryan Singer a Christopher McQuarrie se seznámili na střední škole, kde byli spolužáky. Christopher McQuarrie napsal film jako poctu filmům noir a snímkům klasického Hollywoodu. Název vychází z poslední věty Claudea Rainse v legendární Casablance: „Sežeňte obvyklé podezřelé“, pocta však více tkví ve filmech Humphreyho Bogarta, představitelem soukromého detektiva pátrajícím mezi nejhoršími kriminálníky. Flashbackové scény vyprávění vychází z Občana Kanea nebo Rašomona.

### Hudba a střih
Jak Christophera McQuerriho, tak Johna Ottmana znal režisér Bryan Singer z dob studii. Když John Ottman pomáhal svému kamarádovi se stříháním filmu k studentskému Oscarovi, asistoval mu právě Bryan Singer, který mu již v té době řekl, že až bude točit nějaký film, určitě se mu ozve. Spolu se tedy sešli při snímku Obvyklí podezřelí, kterému Ottmanova hudba a střih přidávají nezapomenutelnou atmosféru filmu.

## Premiéra
Film byl poprvé promítán na filmovém festivalu v Cannes, kde uchvátil, jak diváky, tak kritiky. Tento úspěch povzbudil americké distributory, kteří filmu zcela nevěřili a měli pochyby o tom, jestli diváci zvládnout vyslovit titulní postavy Keyser Söze. Tuto slabinu však dokázala přeměnit marketingová agentura v přednost, když zahájila kampaň s billboardy po celé Americe s nápisem „Kdo je Keyser Söze?“

## Finance
Pro tvůrce nebylo snadné sehnat dostatek financí pro natáčení. Investoři o tento žánr (pro jeho příliš temnou tematiku) nejevili zájem. Po dlouhé době se našel pouze Aaron Spelling – televizní producent, známý především produkováním amerických seriálů Beverly Hills 90210 nebo Melrose Place. Filmařům poskytl rozpočet ve výši 6,5 milionů dolarů. Díky nepříliš velkému rozpočtu film nevyniká speciálními efekty. Technické nedostatky jsou však nahrazeny tajemnou atmosférou, dobře stavěným příběhem a hereckými výkony.